# Новатор (бронеавтомобіль)
СБА «Новатор» (абр. від Спеціалізований бронеавтомобіль — бронеавтомобіль виробництва компанії «Українська бронетехніка». Автомобіль створений на посиленому шасі Ford F-550.

## Історія
Вперше представлений 15 грудня 2017 року. А 22 грудня на території Міжнародного міжвідомчого багатопрофільного центру підготовки підрозділів Національної гвардії України вже пройшли випробування (тест-драйв) нового автомобіля за участі командувача НГУ генерал-полковника Аллерова. «Варта-Новатор» компактніша, легша, швидша, за СБА «Варта». В той же час, перші випробування виявили низку недоліків й тому після їх усунення конструкція автомобіля зазнає певних змін.
Створена для підрозділів швидкого реагування. За своїми характеристиками машина близька до КрАЗ «Спартан» і Богдан «Барс-8». Повна маса — 9 т.
У листопаді 2019 року було анонсовано цивільну версію автомобіля.
У червні 2021 року компанія "Українська бронетехніка" представила версії "Новатора" з дистанційним керованим бойовим модулем третього покоління та транспортну машину ударного безпілотного авіакомплексу RAM II.
У вересні 2023 року «Українська бронетехніка» представила варіант «Новатор-2», який має посилену підвіску, покращені системи керування. Також посилено броньовий і протимінний захист, збільшено кількість посадкових місць до 10.
У березні 2024 року було показано 10-місний «Новатор» з бойовим модулем «Таврія-14,5», оснащеним стабілізованим кулеметом КПВТ.

## Конструкція
Бронемашина виготовлена на шасі Ford 550, яке було спеціально посилене.
Автомобіль виготовлено зі сталі шведської компанії ARMOX різної твердості (до 560) та товщини в залежності від зони бронювання і в цілому машина відповідає класу бронювання ПЗСА-4 або ПЗСА-5. Всі двері обладнані спеціальними підсиленими ригелями і замками підвищеної надійності та мають можливість відкривання ззовні у екстрених ситуаціях.
У вантажному відсіку розміщено місце для сидіння та передбачено місце для фіксації санітарних нош. Три борти вантажного відсіку відкидаються. Бокові борти легко знімаються для полегшення завантаження/розвантаження та перевезення вантажів різного розміру.
Спеціальне освітлення в салоні (білий, червоний, синій колір) та система повного, часткового та нічного маскувального освітлення у темний час доби. У автомобілі встановлено камеру заднього виду із виводом на монітор, навігатор та телевізійний пристрій для виявлення та супроводження цілей, а також пересування у повній темряві.
«Новатор» обладнано системою пожежогасіння в салоні та в моторному відсіку. Завдяки ультрафіолетовим та інфрачервоним детекторам система виявляє займання за 3 мілісекунди та ліквідує її за 250 мілісекунд.

## Тактико-технічні характеристики
- Максимальна швидкість
  - шосе: 120 км/год[5]
- Маса спорядженого: ~7660 кг (оригінальна версія), 9660 («Новатор-2»)[10]
- Вантажопідйомність: 3340 кг («Новатор-2»)[10]

## СБА «Новатор-2»
1 липня 2024 року перша партія бронемашин Новатор-2 надійшла до бойових бригад Національної гвардії України. Цей бронеавтомобіль розроблявся з урахуванням досвіду використання попередньої версії автомобіля «Новатор» різноманітними підрозділами в бойових умовах.
Новий бронеавтомобіль розрахований під бойову групу на 9 осіб, оснащений РЕБ та поворотною туреллю з великокаліберним кулеметом Browning M2.
Також в березні 2024 року на бронеавтомобілі Новатор-2 випробували вітчизняний дистанційно керований модуль «ТАВРІЯ-14,5», який оснащений великокаліберним кулеметом калібру 14,5 мм. Він має можливість захоплювати та супроводжувати цілі, а також вести точний вогонь по ворожих цілях у русі.

## Оператори
- Україна[14]
  - Збройні Сили України
    - Сухопутні війська України

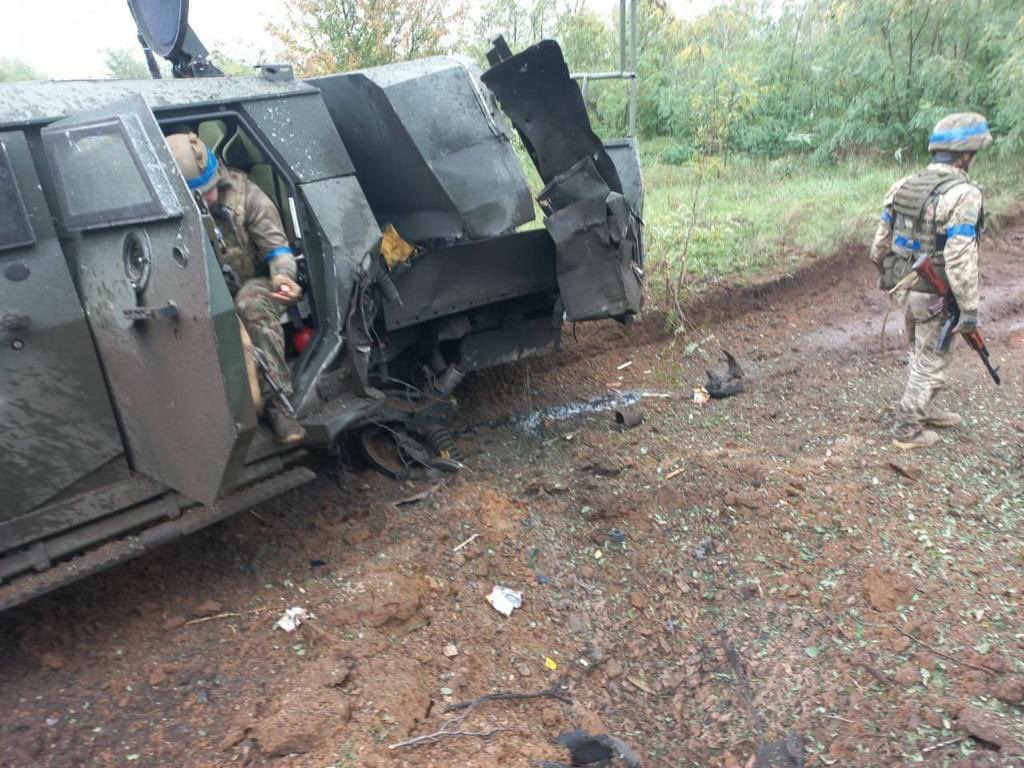
СБА «Новатор» після підриву на ворожій міні: бронекапсула врятувала екіпаж та піхотинців.

    - Сили спеціальних операцій України

  - Служба безпеки України
  - Національна Гвардія України

### Україна
В листопаді 2019 року партія з 40 машин була передана Збройним силам України.
На початку березня 2020 року прес-служба 93 ОМБр «Холодний Яр» поширила відео про службу бригади на сході України. На відео були помічені спеціальний броньований автомобіль «Новатор» та бойова колісна машина на шасі БРДМ-2 з протитанковим ракетним комплексом «Амулет».
26 березня, ТОВ «Українська бронетехніка» розпочала передачу партії бронеавтомобілів «Новатор», які були виготовлені на замовлення Національної гвардії України. Згідно з технічним завданням замовника, машини укомплектовані радіостанцією, приладами нічного бачення, автоматичною системою пожежогасіння, відео-реєстратором спеціального типу і напівавтоматичною системою підкачки шин.
Наприкінці липня 2020 року партія машин «Новатор» надійшла на озброєння 28 ОМБр імені Лицарів Зимового Походу.
26 лютого 2021 до складу Національної гвардії України було передано 10 одиниць. При цьому підприємству вдалося заощадити достатньо коштів, аби їх вистачило на іще один, 11-й автомобіль. Це вже третя партія цих бронеавтомобілів передана Національній гвардії.

## Галерея

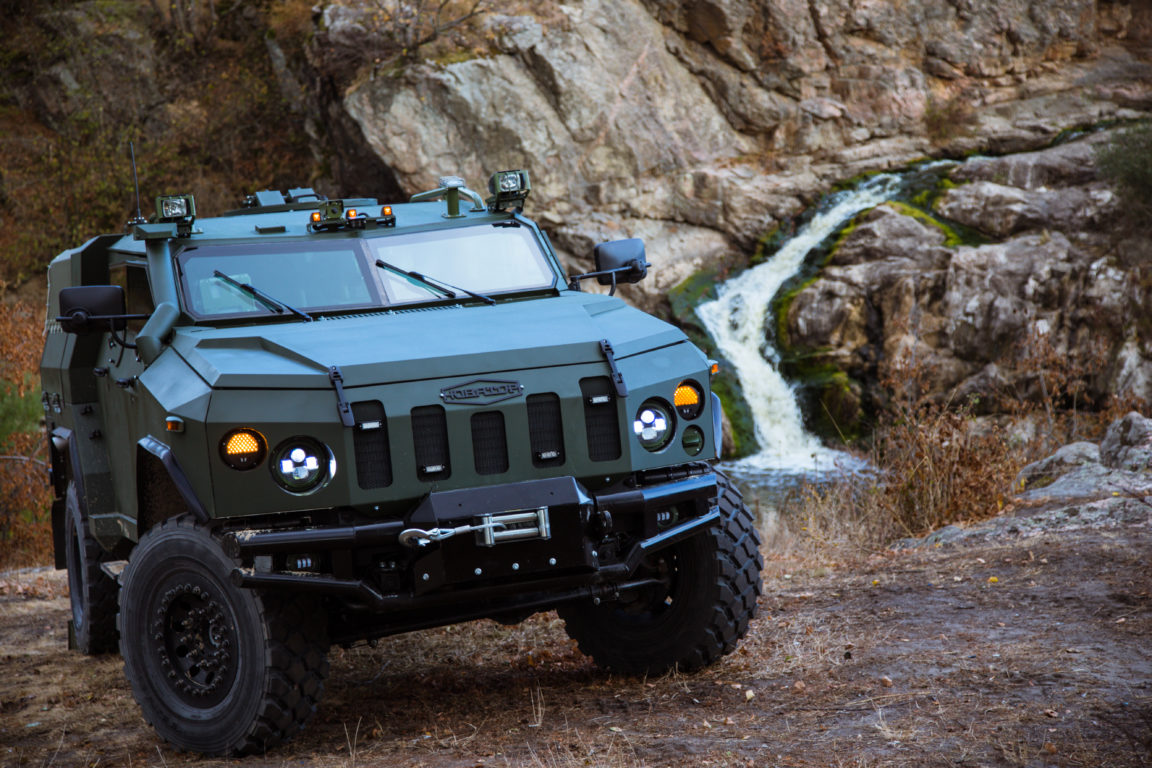
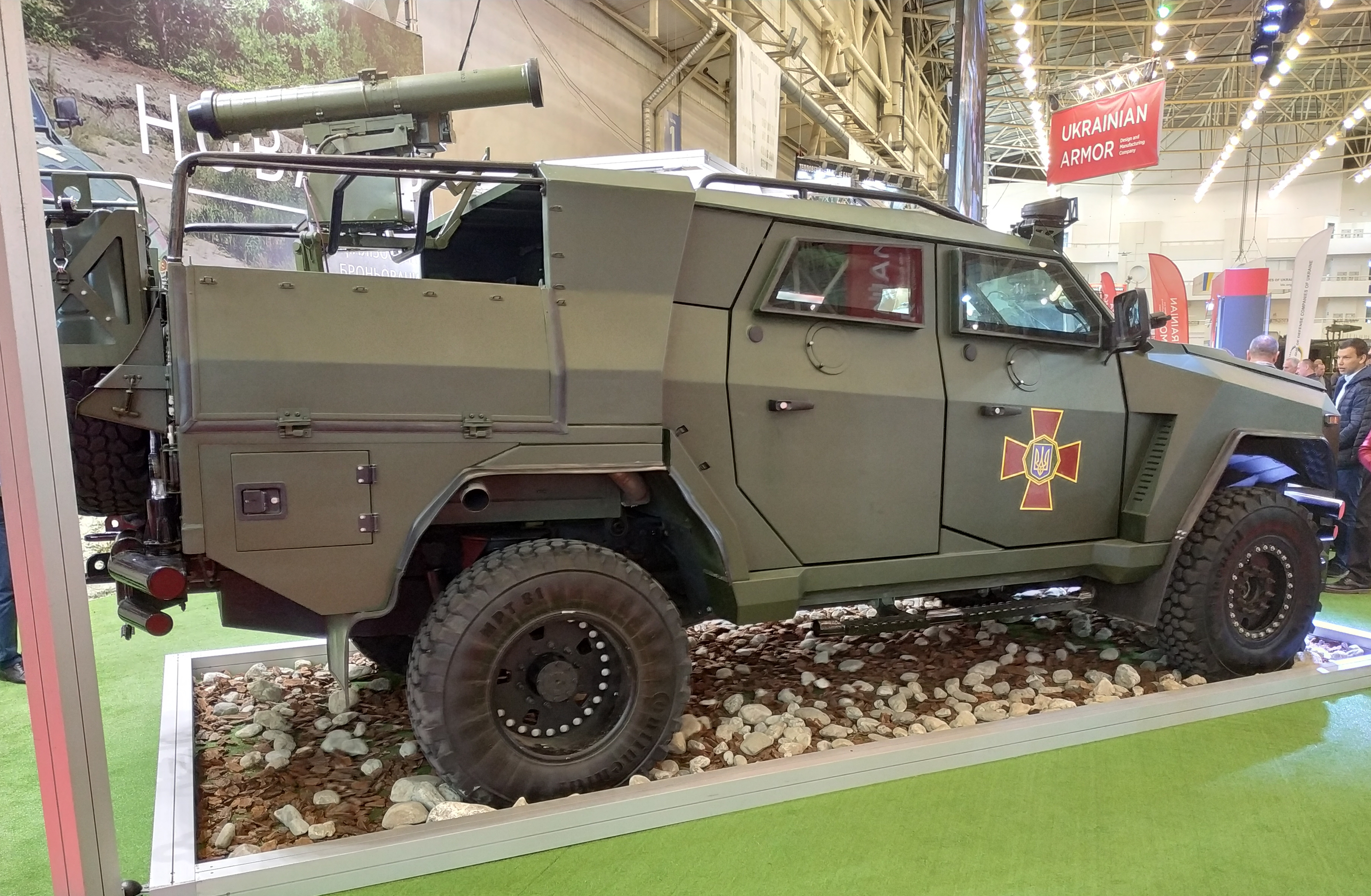
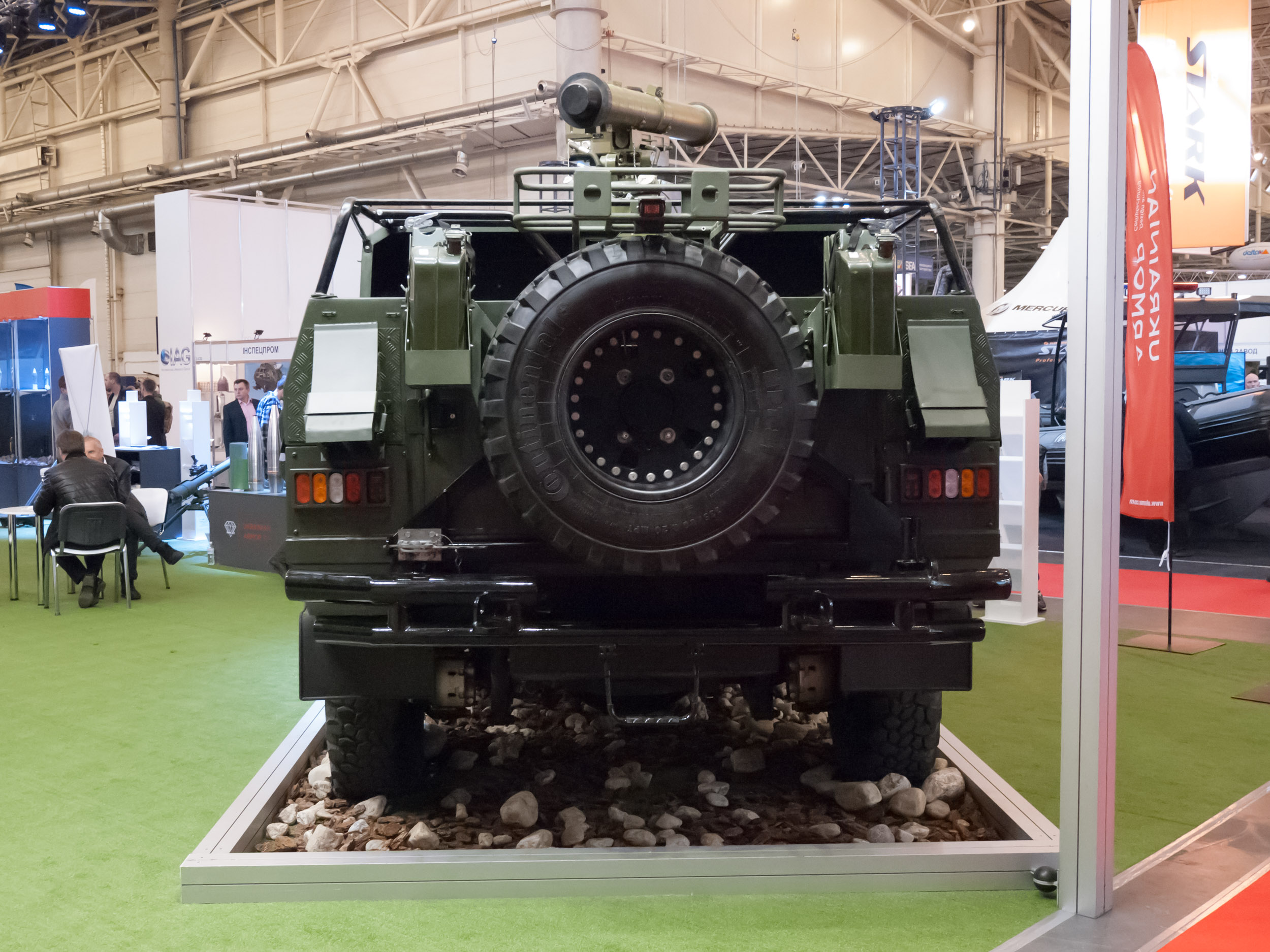
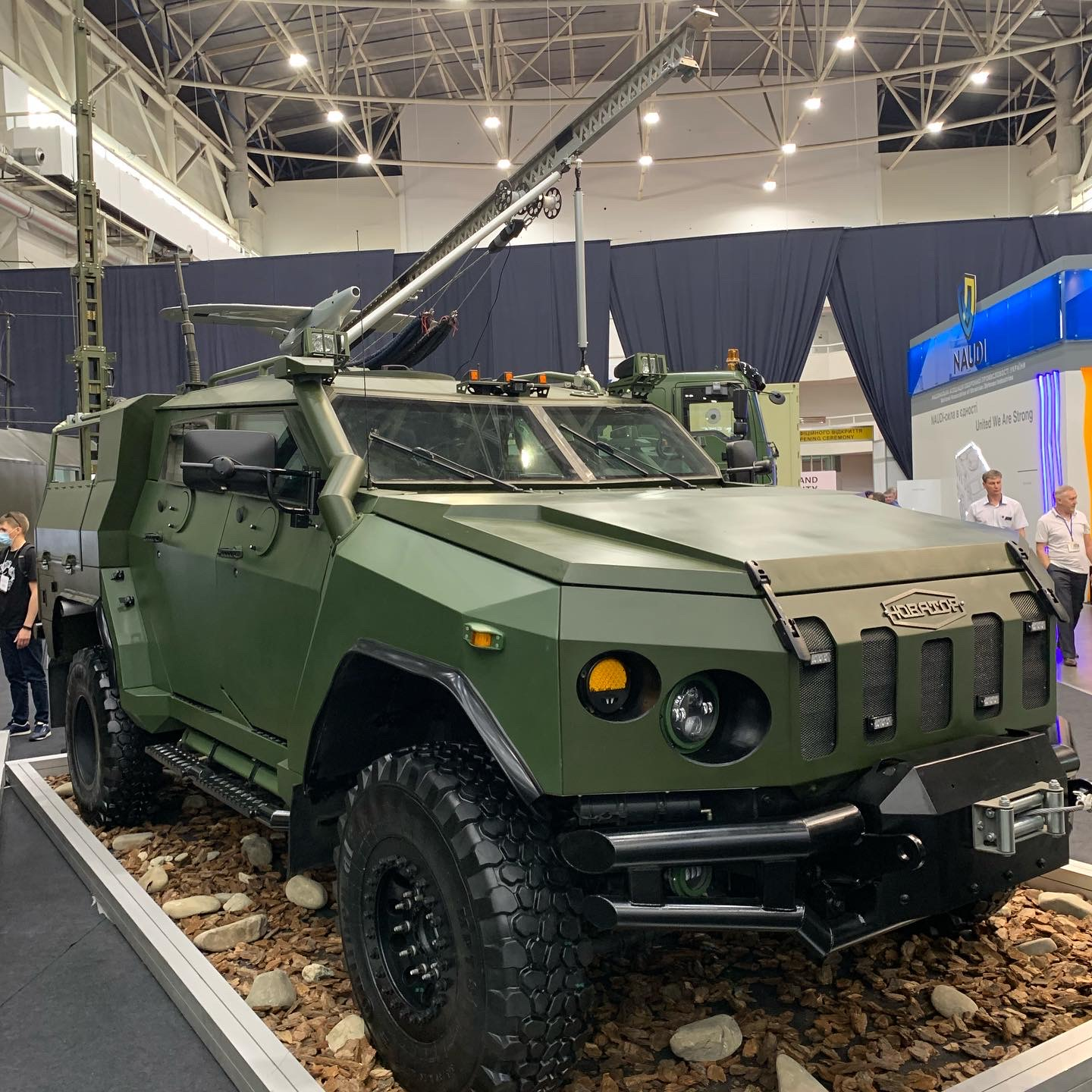
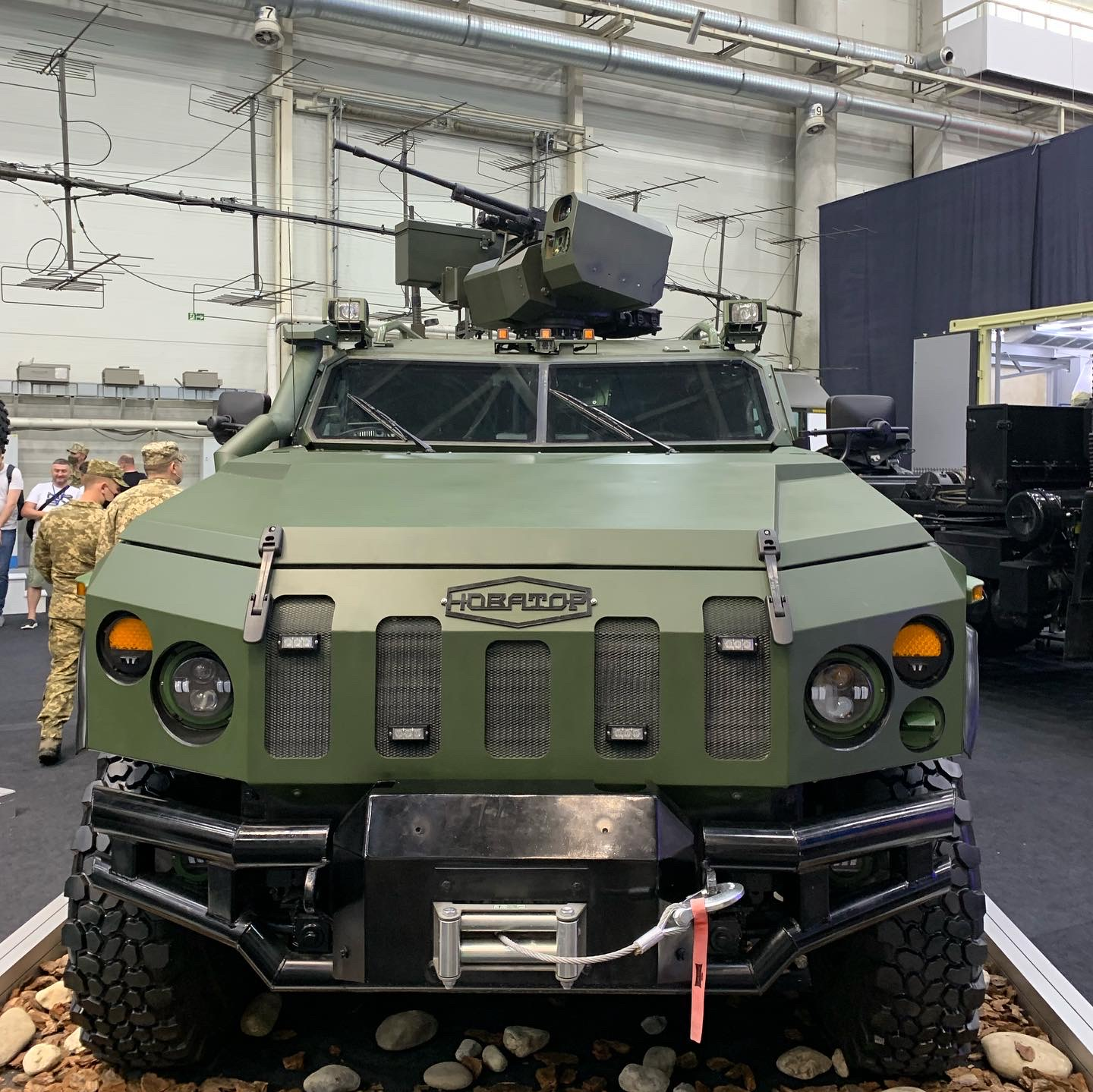